# Gary Graden
Gary Graden, född 4 december 1955 i USA, är en svensk kördirigent. 
Graden är domkyrkokantor i Stockholms domkyrkoförsamling (sedan 2011) och körledare i Storkyrkan och S:t Jacobs kyrka i Stockholm. I S:t Jacobs kyrka har Gary varit sedan 1984. 
Graden har även varit lärare vid Stockholms Musikgymnasium där han startade Stockholms Musikgymnasiums Kammarkör. Han var också långvarig medlem i den svenska vokalensemblen Lamentabile Consort. 
Sedan 1984 har Gary Graden varit musikalisk ledare och dirigent för S:t Jacobs Kammarkör. Med kören har han vunnit flera internationella körtävlingar och spelat in många skivor.
Graden är flitigt anlitad som föreläsare och dirigent - såväl i Sverige som internationellt.

## Priser och utmärkelser
- 1997 – Norrbymedaljen
- 2005 – Årets körledare
- Medaljen Litteris et Artibus av 8:e storleken i guld (GMleta, 2020) för framstående konstnärliga insatser som musiker och körledare[2]